# Semites de Mesopotàmia
Els sumeris descriuen l'entrada dels semites a Mesopotàmia abans del 3000 aC com una inundació, és a dir en termes similars al diluvi, però com una inundació de persones. És difícil dir com podien saber els escribes sumeris el que havia passat però segurament es van inspirar en el que va passar a la segona onada. Els semites eren originalment nòmades i es van expandir per Mesopotàmia i Síria.
A l'alta Mesopotàmia van arribar a suplantar a la població local, de cultura sumèria. Els que van envair la Mesopotàmia s'anomenen acadians per la futura ciutat d'Akkad, la seu del més important imperi de l'època (2340 aC-2223 aC). Se sap que es van establir a la regió del riu Diyala, i a Mari.
A la baixa Mesopotàmia el procés d'introducció va ser més lent. Els semites es van anar establint a les ciutats. Se sap que la concentració més gran de semites era a Kix cap al 2350 aC, però abans ja s'esmenten reis amb nom semita, i és possible que els reis de nom sumeri fossin en realitat semites integrats a la cultura sumèria. Es detecten nombroses paraules sumèries d'origen semita-acadià, i nombroses paraules acadianes d'origen sumeri sobretot a l'agricultura i el regadiu.
La segona onada de semites va arribar cap al 2100 aC/2000 aC. Se'ls anomena martu (en sumeri) o amurru (en acadià), d'on ve la paraula moderna "amorreus" per anomenar el poble, i havien sorgit de la primera onada amb noves aportacions, però continuaven essent nòmades. També se'ls diu canaanites perquè la llengua que parlaven era molt semblant a la llengua canaanita (en realitat canaanites, fenicis i hebreus eren subgrups regionals dels Amurru potser amb aportacions autòctones). No només van entrar a l'Acàdia i Sumer sinó que els amurru varen establir regnes a Síria, però la llengua semita acadiana va resistir i va absorbir els martu que arribaren al país.